# Laveissenet
Laveissenet est une commune française située dans le département du Cantal, en région Auvergne-Rhône-Alpes.

## Géographie
Le village est situé sur la Planèze de Saint-Flour, haut plateau formé par l'ancien volcan du Cantal. Les sommets de la commune sont : le calvaire de Niermont 1 464 mètres, le puy des Cerfs 1 319 mètres...

### Communes limitrophes
Les communes limitrophes sont Albepierre-Bredons, La Chapelle-d'Alagnon, Paulhac, Ussel et Valuéjols.
|                    | La Chapelle-d'Alagnon |           |
| Albepierre-Bredons | Laveissenet           | Ussel     |
| Paulhac            |                       | Valuéjols |

### Climat
Pour des articles plus généraux, voir Climat d'Auvergne-Rhône-Alpes et Climat du Cantal.
En 2010, le climat de la commune est de type climat de montagne, selon une étude du CNRS s'appuyant sur une série de données couvrant la période 1971-2000. En 2020, Météo-France publie une typologie des climats de la France métropolitaine dans laquelle la commune est exposée à un climat de montagne ou de marges de montagne et est dans la région climatique  Ouest et nord-ouest du Massif Central, caractérisée par une pluviométrie annuelle de 900 à 1 500 mm, maximale en automne et en hiver.
Pour la période 1971-2000, la température annuelle moyenne est de 7,6 °C, avec une amplitude thermique annuelle de 15,4 °C. Le cumul annuel moyen de précipitations est de 1 202 mm, avec 12,1 jours de précipitations en janvier et 8,1 jours en juillet. Pour la période 1991-2020, la température moyenne annuelle observée sur la station météorologique de Météo-France la plus proche, sur la commune de Valuéjols à 5 km à vol d'oiseau, est de 8,7 °C et le cumul annuel moyen de précipitations est de 892,1 mm,. Pour l'avenir, les paramètres climatiques de la commune estimés pour 2050 selon différents scénarios d'émission de gaz à effet de serre sont consultables sur un site dédié publié par Météo-France en novembre 2022.

## Urbanisme

### Typologie
Au 1er janvier 2024, Laveissenet est catégorisée commune rurale à habitat très dispersé, selon la nouvelle grille communale de densité à 7 niveaux définie par l'Insee en 2022.
Elle est située hors unité urbaine. Par ailleurs la commune fait partie de l'aire d'attraction de Saint-Flour, dont elle est une commune de la couronne,. Cette aire, qui regroupe 36 communes, est catégorisée dans les aires de moins de 50 000 habitants,.

### Occupation des sols
L'occupation des sols de la commune, telle qu'elle ressort de la base de données européenne d’occupation biophysique des sols Corine Land Cover (CLC), est marquée par l'importance des territoires agricoles (66,2 % en 2018), une proportion sensiblement équivalente à celle de 1990 (66,4 %). La répartition détaillée en 2018 est la suivante : 
prairies (61,3 %), forêts (18,1 %), milieux à végétation arbustive et/ou herbacée (15,6 %), zones agricoles hétérogènes (4,9 %). L'évolution de l’occupation des sols de la commune et de ses infrastructures peut être observée sur les différentes représentations cartographiques du territoire : la carte de Cassini (XVIIIe siècle), la carte d'état-major (1820-1866) et les cartes ou photos aériennes de l'IGN pour la période actuelle (1950 à aujourd'hui).

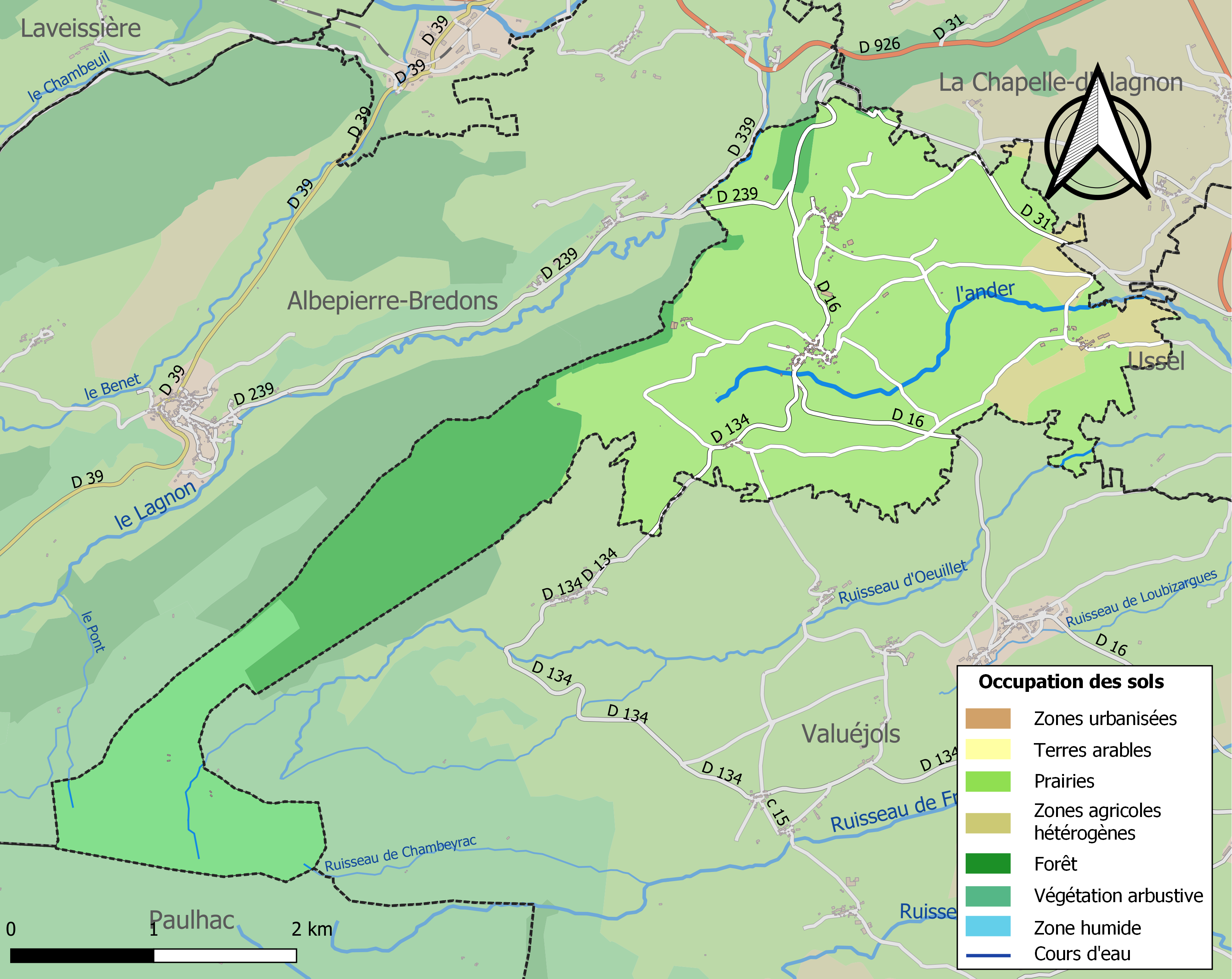
Carte des infrastructures et de l'occupation des sols de la commune en 2018 (CLC).

### Habitat et logement
En 2018, le nombre total de logements dans la commune était de 84, alors qu'il était de 77 en 2013 et de 71 en 2008.
Parmi ces logements, 72,3 % étaient des résidences principales, 15,7 % des résidences secondaires et 12 % des logements vacants. Ces logements étaient pour 92,8 % d'entre eux des maisons individuelles et pour 4,8 % des appartements.
Le tableau ci-dessous présente la typologie des logements à Laveissenet en 2018 en comparaison avec celle du Cantal et de la France entière. Une caractéristique marquante du parc de logements est ainsi une proportion de résidences secondaires et logements occasionnels (15,7 %) inférieure à celle du département (20,4 %) mais supérieure à celle de la France entière (9,7 %). Concernant le statut d'occupation de ces logements, 91,8 % des habitants de la commune sont propriétaires de leur logement (90 % en 2013), contre 70,4 % pour le Cantal et 57,5 pour la France entière.
| Typologie                                               | Laveissenet | Cantal | France entière |
| ------------------------------------------------------- | ----------- | ------ | -------------- |
| Résidences principales (en %)                           | 72,3        | 67,7   | 82,1           |
| Résidences secondaires et logements occasionnels (en %) | 15,7        | 20,4   | 9,7            |
| Logements vacants (en %)                                | 12          | 11,9   | 8,2            |

## Toponymie
La Vayssenetz en 1256. Peut-être dérivé de « Vaisso » (noisetier) avec deux suffixes.

## Les Hospitaliers
L'église paroissiale Saint-Cyr et Sainte-Julitte appartenait aux Hospitaliers de l'ordre de Saint-Jean de Jérusalem. La paroisse faisait partie du membre de Loubizargues dépendant de la commanderie de Montchamp au sein du grand prieuré d'Auvergne.

## Politique et administration
| Période                                  | Période      | Identité         | Étiquette | Qualité     |
| ---------------------------------------- | ------------ | ---------------- | --------- | ----------- |
| Les données manquantes sont à compléter. |              |                  |           |             |
| mars 2001                                | juillet 2020 | Bernard Rispal   |           | Agriculteur |
| juillet 2020                             | En cours     | Claire Teissèdre |           |             |

## Démographie
L'évolution du nombre d'habitants est connue à travers les recensements de la population effectués dans la commune depuis 1793. Pour les communes de moins de 10 000 habitants, une enquête de recensement portant sur toute la population est réalisée tous les cinq ans, les populations de référence des années intermédiaires étant quant à elles estimées par interpolation ou extrapolation. Pour la commune, le premier recensement exhaustif entrant dans le cadre du nouveau dispositif a été réalisé en 2005.

En 2022, la commune comptait 135 habitants, en évolution de +4,65 % par rapport à 2016 (Cantal : −1,08 %, France hors Mayotte : +2,11 %).
| 1793 | 1800 | 1806 | 1821 | 1831 | 1836 | 1841 | 1846 | 1851 |
| ---- | ---- | ---- | ---- | ---- | ---- | ---- | ---- | ---- |
| 346  | 341  | 365  | 357  | 354  | 370  | 344  | 386  | 384  |

| 1856 | 1861 | 1866 | 1872 | 1876 | 1881 | 1886 | 1891 | 1896 |
| ---- | ---- | ---- | ---- | ---- | ---- | ---- | ---- | ---- |
| 371  | 318  | 349  | 335  | 310  | 321  | 347  | 401  | 308  |

| 1901 | 1906 | 1911 | 1921 | 1926 | 1931 | 1936 | 1946 | 1954 |
| ---- | ---- | ---- | ---- | ---- | ---- | ---- | ---- | ---- |
| 309  | 307  | 303  | 225  | 231  | 231  | 212  | 174  | 204  |

| 1962 | 1968 | 1975 | 1982 | 1990 | 1999 | 2005 | 2006 | 2010 |
| ---- | ---- | ---- | ---- | ---- | ---- | ---- | ---- | ---- |
| 181  | 165  | 149  | 144  | 116  | 104  | 95   | 93   | 97   |

| 2015 | 2020 | 2022 | - | - | - | - | - | - |
| ---- | ---- | ---- | - | - | - | - | - | - |
| 123  | 131  | 135  | - | - | - | - | - | - |

## Culture locale et patrimoine

### Lieux et monuments
- Le château de Cheylane[18] fut pris et détruit plusieurs fois dans la guerre de Cent Ans au XIVe siècle puis dans le conflit entre les Murat et les Cardaillac-Varaire-Privasac vers 1409. Il était le siège d'une vicomté qui appartint aux vicomtes de Murat, aux de Peyre — près de Marvejols : cf. St-Léger — et aux d'Estaing jusque vers le milieu du XVIe siècle (car Marguerite, fille de Guillaume de Murat, épouse Astorg de Peyre en 1284, et leur fille Ermengarde de Peyre marie Guillaume III baron d'Estaing en 1319).

Puis acquisition par les de L'Estrange (Claude de Lestrange de Boulogne, marié en 1558 à Catherine de Chabannes-Curton ; Catherine était la fille de Joachim et la petite-fille de Jean Ier de Chabannes-Curton, ce dernier étant le cousin germain du maréchal de La Palice ; surtout, Catherine était la belle-sœur de François vicomte d'Estaing qui avait épousé en 1540 sa demi-sœur aînée homonyme, autre Catherine de Chabannes-Curton), continués par les Hautefort, les Saint-Nectaire et les Crussol-Florensac (la fille de Claude, Marie de L'Estrange épouse René de Hautefort vers 1580, et en 1620 leur fils Claude de Hautefort du Teil marie Paule de Chambaud dame de Privas ; la fille de ces derniers, Marie de Hautefort, transmet Cheylane vers 1635 à son mari Charles de Saint-Nectaire-Châteauneuf, frère cadet du maréchal Henri ; le fils de Charles et Marie, Henri de Saint-Nectaire-L'Estrange, a une fille, Marie-Louise-Thérèse de St-Nectaire-Lestrange, qui épouse en 1688 Louis de Crussol-Florensac, † 1716, fils puîné de François de Crussol duc d'Uzès : leur fille Anne-Charlotte devient duchesse d'Aiguillon en épousant Armand-Louis de Vignerot du Plessis d'Aiguillon, et leur fils François-Emmanuel de Crussol-Florensac épouse Marguerite Colbert de Villacerf, d'où Pierre-Emmanuel, marié à Marguerite-Charlotte Fleuriau de Morville et père d'Emmanuel-Henri-Charles et Alexandre-Charles-Emmanuel de Crussol-Florensac).[réf. nécessaire]
- Le lac de Cheylanes

La commune de Laveissenet fait partie du domaine nordique de Prat de Bouc - Haute Planèze. La station de sports d'hiver et d'été de Prat de Bouc se situe à environ une dizaine de kilomètres.